# Celama enphaca
Celama enphaca är en fjärilsart som beskrevs av George Francis Hampson 1901. Celama enphaca ingår i släktet Celama och familjen trågspinnare. Inga underarter finns listade i Catalogue of Life.